# Komjátszegi Sándor
Komjátszegi Sándor (Kolozsvár, 1922. február 18. – Marosvásárhely, 2019. november 14. előtt) romániai magyar idegsebész szakorvos, orvosi szakíró.

## Életútja
Szülővárosa Unitárius Kollégiumában érettségizett (1941), orvosi tanulmányait a kolozsvári Ferenc József Tudományegyetemen kezdte, Budapesten és Halléban folytatta, s a Bolyai Tudományegyetem orvostudományi karán doktorált (1947). Marosvásárhelyt Haranghy László mellett (1947-49), majd az Ideggyógyászati Klinikán Miskolczy Dezső mellett tanársegéd (1950–52). Idegsebész szakorvos 1953 óta.
Szakirodalmi munkásságát a bukaresti Revista Științelor Medicale hasábjain kezdte (1950). Közel félszáz ideggyógyászati tanulmánya a Revista Medicală – Orvosi Szemle, Studii și Cercetări de Neurologie s más szakfolyóiratokban jelent meg. A Miskolczy-Csiky-féle Idegkórtan című tankönyv (1958) Az agykéreg kórtana és Agyi érbetegségek című fejezeteinek szerzője. Az agydaganatok kórszövettanáról 1130 eset elemzése alapján írt közleményt, később pszichokirurgikai kezdeményezései nyomán ösztöndíjjal Párizsban folytatta kutatásait (1972). Egyes kórképek, így a diszkuszsérv, arcidegzsába műtéti kezelése, a sebész döntésének etikája foglalkoztatta. Önálló kötete: Tudat és valóság (1986, Századunk).
Szívesen vállalkozott tudományos ismeretterjesztésre. A Hét közölte Gondolkodásunk idegélettani magyarázatának határai című értekezését (1981/8). 2006-ban a marosvásárhelyi Népújságban az Marosvásárhelyi Orvosi és Gyógyszerészeti Egyetem (OGYI) egyik kiváló orvos-tanár egyéniségét, Fazekas Andrást (1920–2006) búcsúztatta.

## Kötete
- Tudat és valóság; Kriterion, Bukarest, 1986 (Századunk)

## Róla írták
- Lovász Géza [Szekernyés János]: A lélek sebésze mesél munkájáról. A Hét, 1974/27.
- Rostás Zoltán: "Agyműtéteket végző sebészként nem kerültem közelebb a gondolkodás megértéséhez." Beszélgetés Komjátszegi Sándorral. TETT, 1986/4.
- Vargha Jenő László: Komjátszegi Sándor: Tudat és valóság. Korunk, 1986/12.
- Medgyesi Ákos: Kapcsolások. A Hét, 1987/8.